# Società Europea Veicoli Leggeri Sevel
Die Società Europea Veicoli Leggeri Sevel S.p.A. (Europäische Gesellschaft für leichte Nutzfahrzeuge), auch bekannt als Sevel Sud, ist ein Fahrzeugwerk von Stellantis.

## Geschichte
Das Werk entstand 1978 als Joint-Venture der italienischen Fiat S.p.A. und der französischen PSA Peugeot Citroën zur Produktion von leichten Nutzfahrzeugen. Die Verhandlungen führten damals die Geschäftsführer Umberto Agnelli seitens Fiat und Jean Paul Parayre seitens des PSA-Konzerns. Die Beteiligung an dem Unternehmen lag für beide Konzerne bei jeweils 50 Prozent, 2021 fusionierten beide Eigentümer zu Stellantis.
Auf dem 1,2 Quadratkilometer umfassenden Werksgelände in Atessa werden rund 6400 Mitarbeiter beschäftigt (Stand 2019). Die Produktionsleistung lag 2018 bei 296.000 Fahrzeugen. Damit ist Sevel nach eigenen Angaben das größte Werk für die Produktion leichter Nutzfahrzeuge in Europa. Es ist zudem eines der größten Unternehmen in den Abruzzen.
Die Aktivitäten in dem italienischen Werk umfassen die Herstellung leichter Nutzfahrzeuge wie Omnibusse, Kastenwagen und Pritschenwagen sowie von Wohnmobilen. Hergestellt werden annähernd baugleiche Transporter für Fiat, Citroën und Peugeot, seit 2021 auch für Opel / Vauxhall als dritte Generation des Movano. Von 1984 bis 1994 wurden auch die mit dem damaligen Fiat Ducato baugleichen Alfa Romeo AR 6 und Talbot Express (Typ 280/290) produziert.
Während Fiat 2012 die in Frankreich produzierende Kooperation Société Européenne de Véhicules Légers, auch bekannt als Sevel Nord, aufkündigte und PSA stattdessen Toyota als neuen Kooperationspartner für Sevel-Nord gewinnen konnte, blieb die Kooperation in Italien bei Entwicklung und Produktion weiter bestehen.
Seit 2013 wird das Fahrzeug von Chrysler Mexico als RAM ProMaster produziert und in Nordamerika angeboten.
Im Jahr 2015 wurde bei Sevel Sud das fünfmillionste Fahrzeug produziert. Das sechsmillionste Fahrzeug, ein Fiat Ducato Natural Power, lief 2018 vom Band.
Seit 2024 baut Stellantis das Fahrzeug im Werk Gleiwitz als Toyota Proace Max.